# Batalla de Bulgarófigo
La batalla de Bulgarófigo fue un enfrentamiento armado que se desarrolló en el verano de 896 cerca de la ciudad de Babaeski en la moderna Turquía, siendo emperador León VI el Sabio.

## Orígenes del conflicto
En 894 los bizantinos empezaron una batalla comercial, pues trasladaron el comercio de las mercancías búlgaras de Constantinopla a Solun lo que significaba que los mercaderes búlgaros tendrían que pagar impuestos más altos. Insultado, Simeón I declaró la guerra a Bizancio. En la primera batalla en 894 el ejército bizantino fue completamente derrotado. Después sobornaron a los magiares para que atacasen Bulgaria por la retaguardia. Los magiares consiguieron derrotar al ejército búlgaro dos veces, pero en 896 fueron decisivamente derrotados por Borís I, quien por entonces era un monje, en la batalla de Buh meridional. Esto permitió a Simeón I concentrar su ejército contra los bizantinos.

## La batalla
Los dos ejércitos se encontraron cerca de Bulgarófigo en el verano de 896. Los bizantinos reunieron un ejército enorme: juntaron incluso las tropas que luchaban contra los árabes y guardaban las fronteras asiáticas de su imperio. Esto no los ayudó y los búlgaros obtuvieron una brillante victoria. Un historiador bizantino escribió: «los romanos fueron decisivamente derrotados en toda línea y todos ellos perecieron».

## Consecuencias

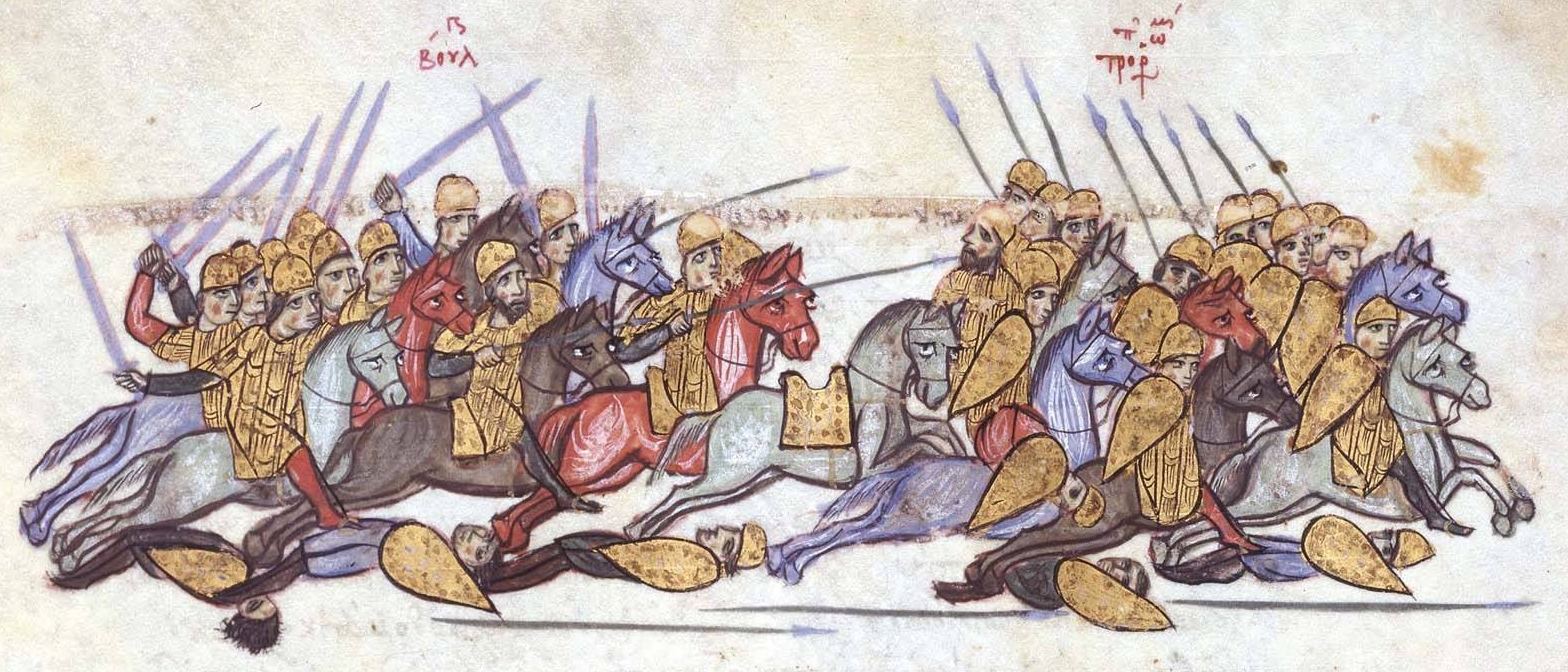
Las búlgaras derrotan a los bizantinos

Armando a cautivos árabes y enviándolos a luchas contra los búlgaros como una medida desesperada, León VI el Sabio consiguió rechazar a los búlgaros que habían sitiado Constantinopla. La guerra acabó con un tratado de paz que un ejército bizantino, bajo el mando del Doméstico de las escolas León Catacalo, tuvo que aceptar y que formalmente duró hasta alrededor de la muerte de León VI en 912 y bajo el cual Bizancio quedó obligado a pagar a Bulgaria un tributo anual. Bajo el tratado, los bizantinos también cedieron un área entre el mar Negro y Strandža al Imperio búlgaro. Mientras tanto, Simeón había impuesto también su autoridad sobre Serbia a cambio de reconocer a Pedro Gojniković como su gobernante. Después de la muerte del emperador León, los bizantinos y los búlgaros acabaron coaligándose.